# Sonate K. 235
La sonate K. 235 (F.183/L.154) en sol majeur est une œuvre pour clavier du compositeur italien Domenico Scarlatti.

## Présentation
La sonate K. 235, en sol majeur, notée Allegro, forme une paire avec la sonate précédente (un Andante en mineur). Elle ferme le volume III du manuscrit de Venise. Sa construction est très particulière : un mouvement de sicilienne intervenant à la place du développement au début de la seconde section. Des analogies la rapprochent de la sonate K. 202, où les séquences à 
 modulent très loin de la tonalité initiale, mais ici, c'est sans avoir la symétrie de son modèle.

## Manuscrits
Le manuscrit principal est le numéro 30 et dernier du volume III (Ms. 9774) de Venise (1753), copié pour Maria Barbara ; les autres sont Parme V 20 (Ms. A. G. 31410), Münster III 5 (Sant Hs 3966) et Vienne E 5 (VII 28011 E). Une copie figure à Saragosse, source 2, ms. B-2 Ms. 31, fos 69v-71r, no 35 (1751–1752).

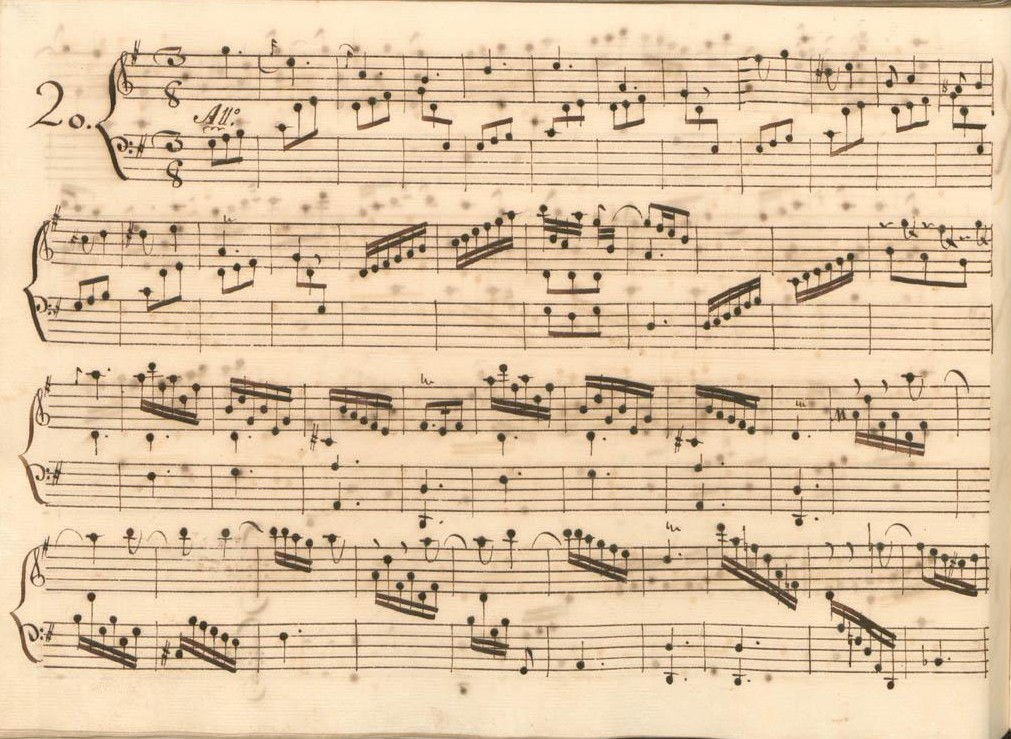
Parme V 20.
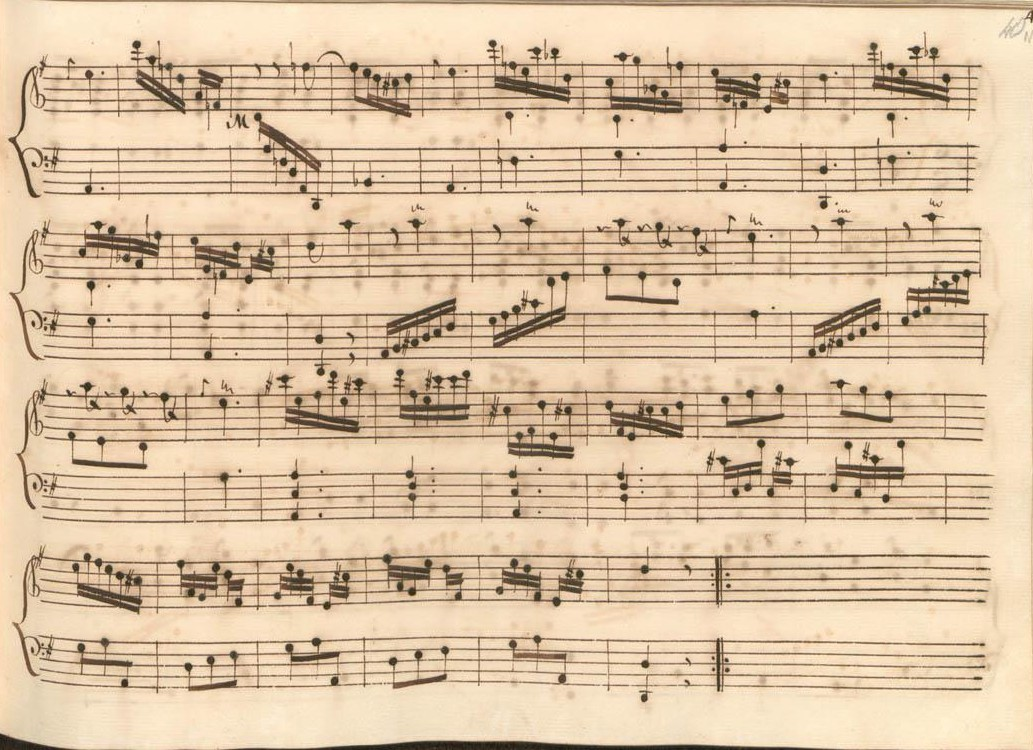
Parme V 20 (fin de la première section).
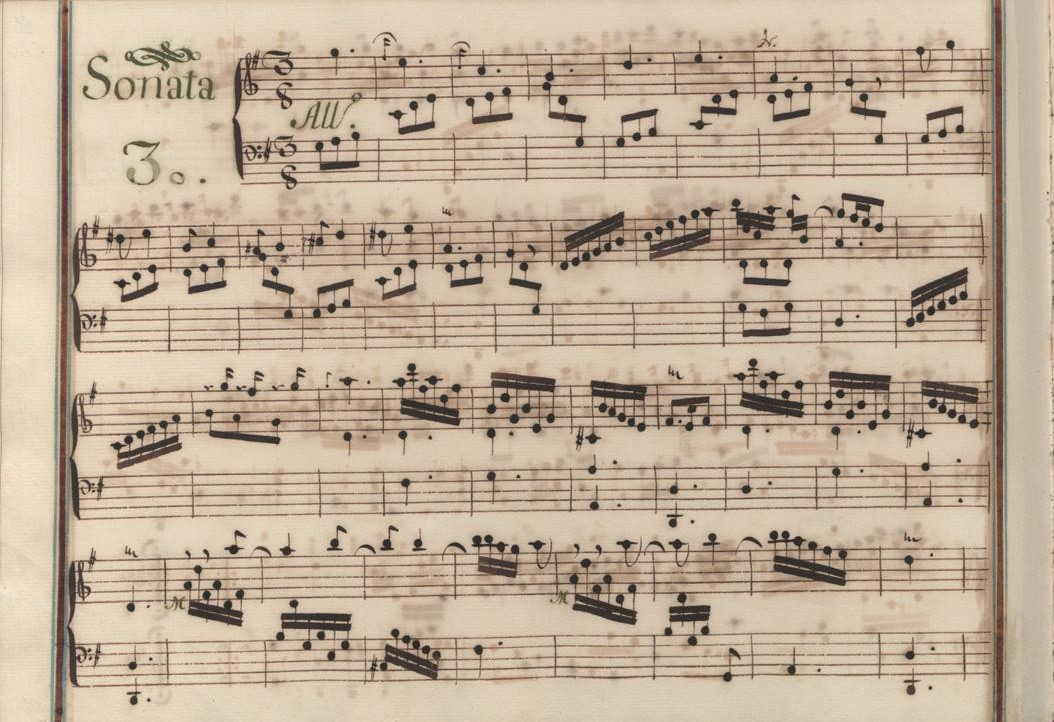
Venise III 30.
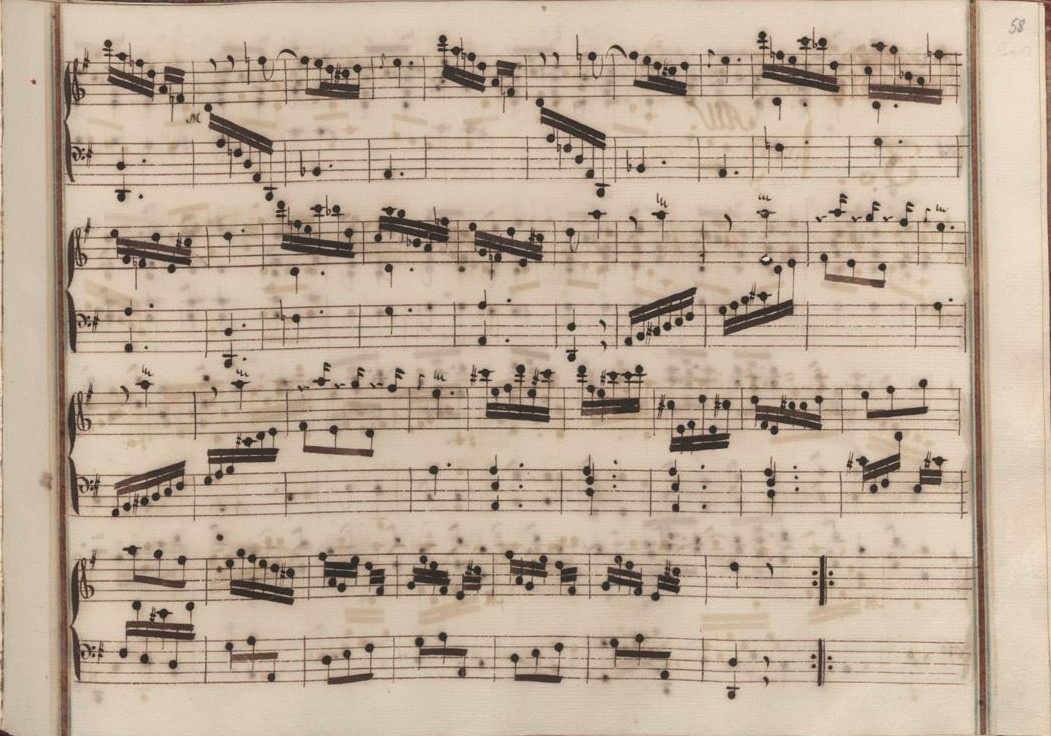
Venise III 30 (fin de la première section).
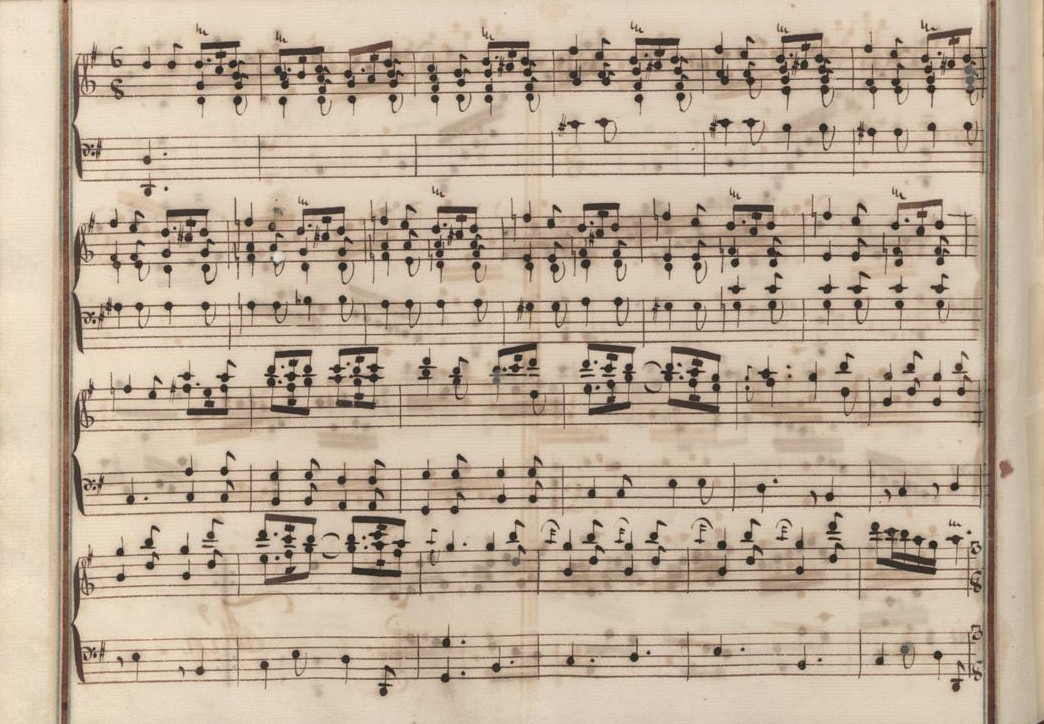
Venise III 30 (début de la seconde section).
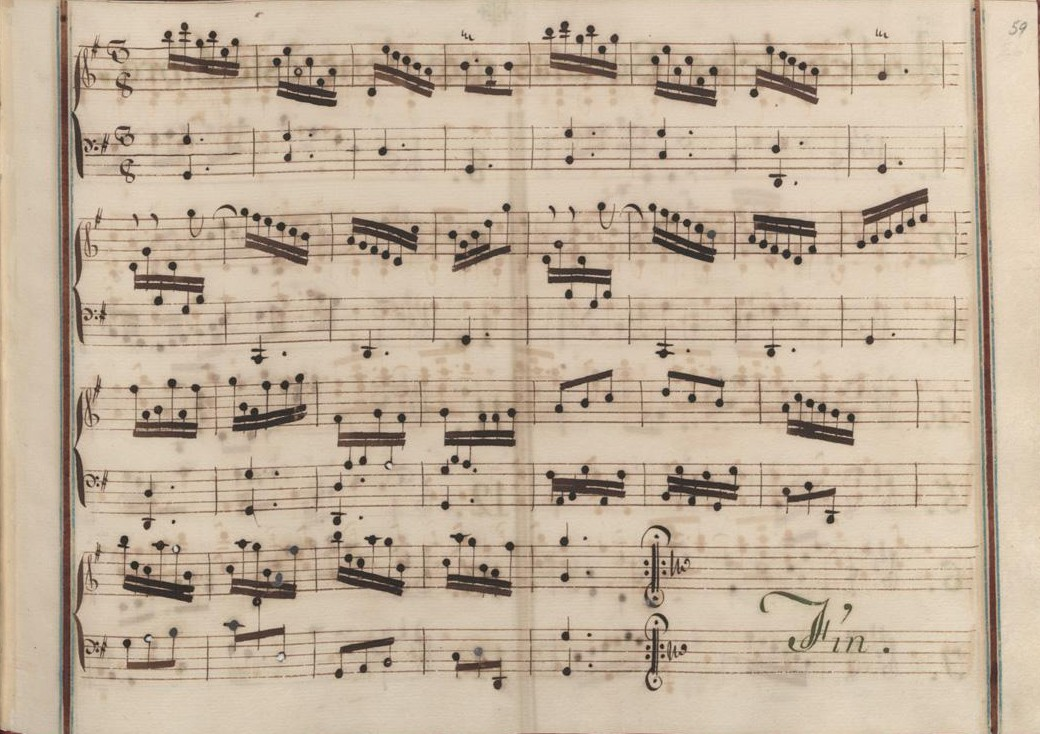
Venise III 30 (fin de la sonate).

## Interprètes
La sonate K. 235 est défendue au piano notamment par Kathleen Long (1950, Decca), Carlo Grante (2009, Music & Arts, vol. 2), Pi-hsien Chen (en) (2012, Hat Now ART) et Alon Goldstein (2018, Naxos, vol. 24) ; au clavecin par Scott Ross (1985, Erato), Richard Lester (2001, Nimbus, vol. 2), Kenneth Weiss (2001, Satirino), Pieter-Jan Belder (Brilliant Classics) et Diego Ares (2011, Pan Classics).

## Sources
: document utilisé comme source pour la rédaction de cet article.
- Ralph Kirkpatrick (trad. de l'anglais par Dennis Collins), Domenico Scarlatti, Paris, Lattès, coll. « Musique et Musiciens », 1982 (1re éd. 1953 (en)), 493 p. (ISBN 978-2-7096-0118-4, OCLC 954954205, BNF 34689181).
- Alain de Chambure, « Domenico Scarlatti : Intégrale des sonates — Scott Ross », Erato (2564-62092-2), 1985 (OCLC 891183737) .